# Lanvéoc
Lanvéoc is een gemeente in het Franse departement Finistère, in de regio Bretagne. De plaats maakt deel uit van het arrondissement Châteaulin. Lanvéoc telde op 1 januari 2022 1.951 inwoners.

## Geografie
De gemeente ligt op het schiereiland van Crozon.  De oppervlakte van Lanvéoc bedroeg op 1 januari 2022 19,21 vierkante kilometer; de bevolkingsdichtheid was toen 101,6 inwoners per km².

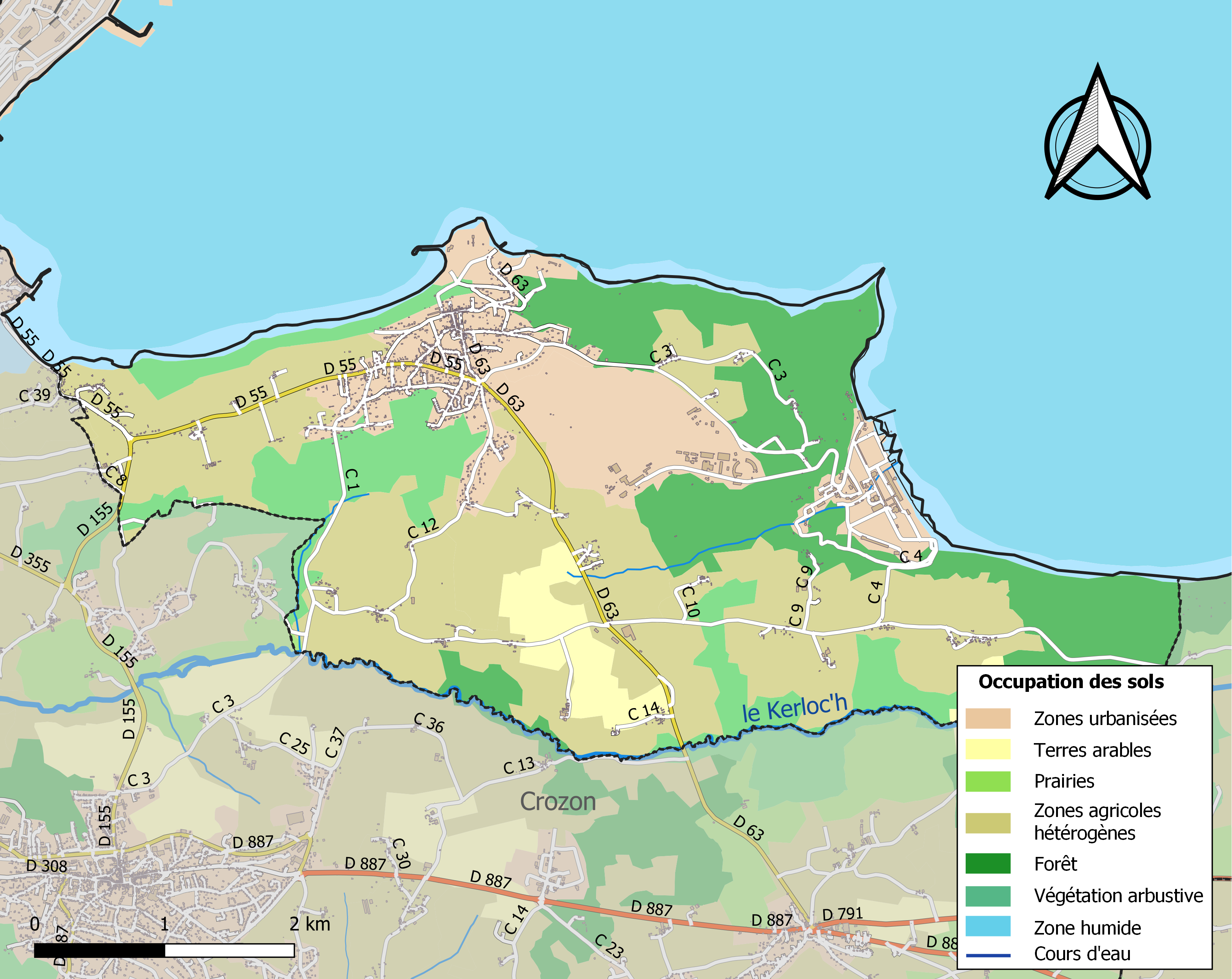
Kaart van de gemeente met belangrijkste infrastructuur, bodemgebruik en omliggende gemeenten

## Demografie
Onderstaande figuur toont het verloop van het inwonertal (bron: INSEE-tellingen).